# Dbx
Systém dbx je širokopásmový kompandér, který se používá k potlačení šumu u analogových záznamů. Vyvinul jej v roce 1971 americký inženýr - elektronik David E. Blackmer. Ve stejném roce byla založena i stejnojmenná společnost dbx, Inc. Tento systém se postupně používal pro potlačení šumu a zvýšení dynamického rozsahu u gramofonových desek (dbx discs), v magnetofonech (dbx I a jednodušší verze dbx II), dále v televizi (dbx-TV) i ve filmu. Kompandéry dbx se vyráběly jako samostatné přístroje k propojení s domácími hifi komponenty přes kabely, nebo se přímo vestavovaly např. do magnetofonů (dbx II).

## Princip činnosti systému dbx
Obvod pracuje jako tzv. širokopásmový kompandér, tj. provádí kompresi signálu na vstupu před jeho záznamem na médium (pásek nebo desku) v celé šířce kmitočtového spektra. Při přehrávání pak signál prochází expanzí, která musí mít přesně inverzní průběh vůči původní kompresi. Při nesplnění této podmínky dojde ke zkreslení signálu (tzv. „dýchání“), které má v případě širokopásmového kompandéru mnohem horší dopad na výslednou kvalitu zvuku než např. u systémů Dolby NR. Z toho důvodu je nezbytné, aby měl přístroj, na němž je záznam s dbx přehráván, naprosto stejné parametry, a to jak mechanické (kolmost hlav a přítlačných prvků, jejich míra opotřebení), tak elektrické (kmitočtová charakteristika snímacího zesilovače).
Signál, který přichází na záznamové médium, se v kompandéru dbx nejprve rozdělí podle vstupní úrovně na tři části: Signál s úrovní 0 dB prochází obvodem beze změny. Signál s úrovní menší než 0 dB je zesílen tak, aby měl dvojnásobnou úroveň (např. z -20 dB na -10 dB, z -6 dB na -3 dB, atd.). Signál s úrovní vyšší než 0 dB je naopak zeslaben na poloviční úroveň (z +4 dB na +2 dB, z +2 dB na +1 dB…). Při přehrávání je signál opětovně utlumen nebo zesílen na původní velikost. Protože šum samotného záznamového média touto úpravou neprošel, jeho úroveň po expanzi signálu klesne, resp. vzroste odstup signálu od šumu. Rovněž dojde ke značnému nárůstu dynamického rozsahu, který je srovnatelný s digitálními záznamovými médii (CD, DAT, MiniDisc, DCC...). Kazetové magnetofony vybavené systémem dbx běžně dosahovaly dynamického rozsahu až 110 dB a odstupu signál/šum 92 dB.

## dbx v audiotechnice
Systém dbx se používal při přenosu TV signálu převážně v USA pro potlačení šumu ve zvukovém doprovodu, dále některými nahrávacími společnostmi pro odstranění šumu z gramofonových desek. Majitelé takovýchto nahrávek používali externí kompandér, resp. expandér zařazený do signálové cesty mezi gramofon a zesilovač, který musel být nastaven shodně jako kompresor v nahrávacím studiu.
Největšího rozšíření se dbx dočkal u kazetových magnetofonů, neboť u nich odstraňoval největší nevýhodu záznamu na pásek s nízkou rychlostí posuvu (vysoká hladina šumu a malá dynamika záznamu). V 80. letech 20. století jej používalo ve svých magnetofonech mnoho známých výrobců (Aiwa, Akai, Luxman, Marantz, Onkyo, Pioneer, Sansui, Tascam, Teac, Yamaha a především Technics). Většímu rozšíření v magnetofonech zabránila především jeho vysoká náročnost na identické nastavení záznamového a přehrávacího zařízení, která v praxi znamenala, že nahrávka pořízená systémem dbx musela být přehrávána pouze v přístroji, na němž byla nahrána. S nástupem digitální éry ztratil tento systém (stejně jako další analogová protišumová zařízení) na významu.